# وانموده‌ها و وانمود
وانموده‌ها و وانمود (به فرانسوی: Simulacres et Simulation) رساله‌ای فلسفی از فیلسوف فرانسوی ژان بودریار است که در سال ۱۹۸۱ منتشر شده‌است. بودریار در این کتاب به بررسی رابطه میان واقعیت، سمبول‌ها و جامعه و به خصوص دلالت‌ها و سمبولیسم فرهنگ و رسانه دخیل در ساخت درکی از تجربه وجودی می‌پردازد.

در تعریف بودریار وانمودها کپی‌هایی هستند که چیزهایی را توصیف می‌کنند که یا از اول اصلیتی نداشته‌اند یا اکنون دیگر اصلیتی ندارند. وانمود هم تقلیدی از فرایندها یا سیستم‌های یک جهان واقعی طی زمان است.

## خلاصه
بودریار در این کتاب بحث می‌کند که جامعه کنونی ما همه واقعیت و معنا را با سمبول‌ها و نشانه‌ها جایگزین کرده‌است و اینکه تجربه انسانی وانمودی از واقعیت است. به علاوه این وانموده‌ها صرفاً میانجی‌هایی از واقعیت نیستند و حتی میانجی‌هایی دروغین هم از آن نیستند؛ آن‌ها مبتنی بر واقعیت نیستند، و در آن پنهان نمی‌شوند، آنها صرفاً پنهان می‌کنند که هیچ چیز مثل واقعیت به درک کنونی ما از زندگی‌ها مرتبط نیست. وانموده ای که بودریار به آن اشاره دارد، دلالت‌ها و سمبولیسم فرهنگ و رسانه است که واقعیت مورد تصور را می‌سازد. بودریار باور دارد که جامعه آنچه غرق در این وانموده‌ها شده و زندگی‌های ما آنچنان سرشار از ساخت‌های جامعه شده که همهی معنا، بی معا شده‌است؛  این پدیده را
«پیشی گرفتن وانموده» می‌خواند.

## ترجمه به فارسی
این کتاب را پیروز ایزدی به فارسی ترجمه کرده و نشر ثالث آن را منتشر کرده‌است.